# Legion (Musiker)

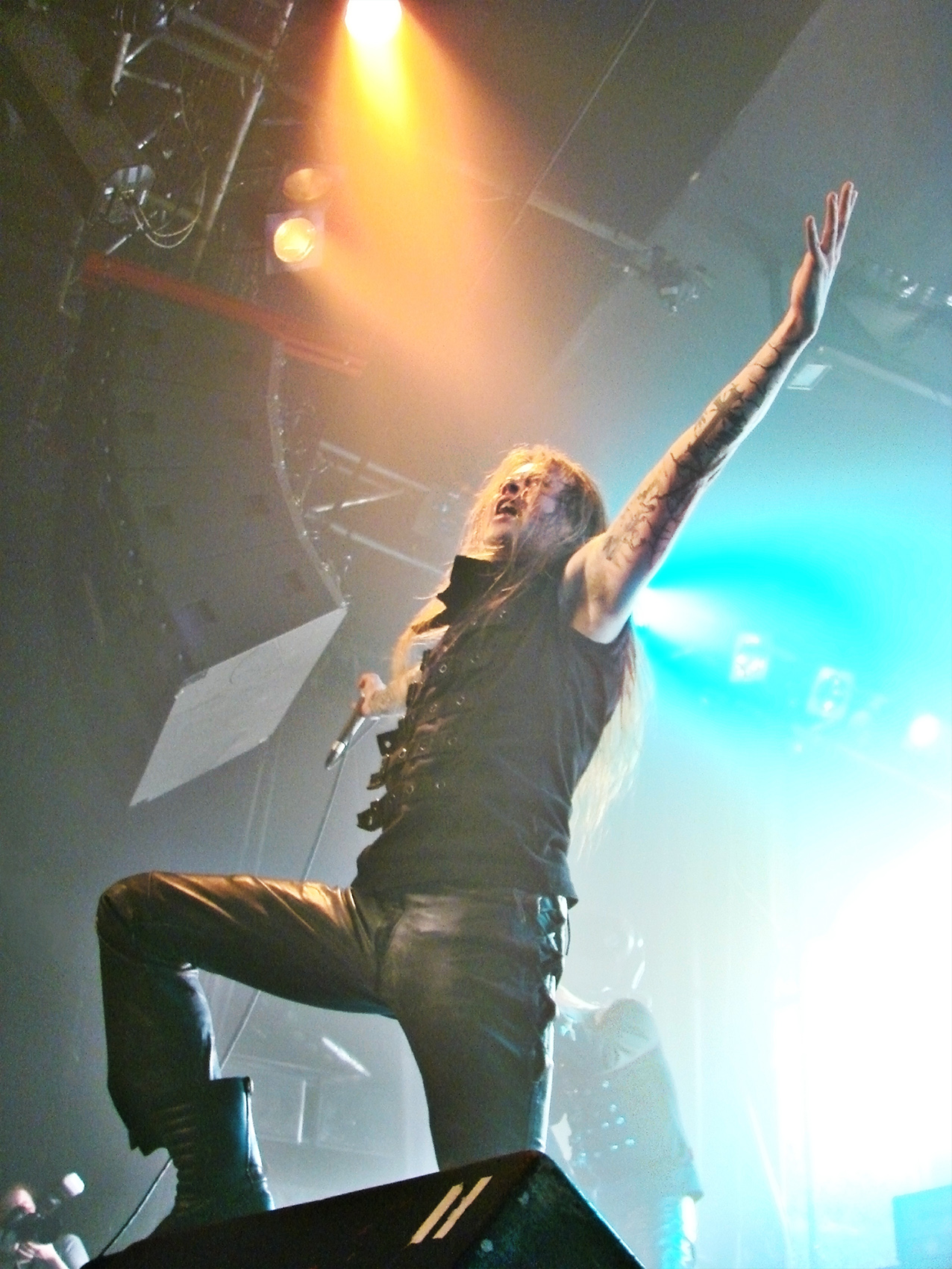
Legion

Legion, bürgerlich Erik Hagstedt, ist ein schwedischer Metal-Sänger, der vor allem als zeitweiliges Mitglied der Band Marduk bekannt ist.

## Leben
Als Jugendlicher wurde Legion von Jon Nödtveidts Talent stark beeindruckt; es habe sich „tief eingebrannt, wie er auf der Couch saß und unglaubliche Dinge aus seiner Gitarre herauszauberte. Wir haben ihn alle für sein riesiges Talent, das er schon vor Dissection an den Tag legte, bewundert und beneidet.“ Ab 1993 brachte er das Fanzine The Gathering heraus. In diesem kamen unter anderem Bands aus dem schwedischen Black-Metal-Umfeld wie Dissection und Abruptum vor.
1994 spielte er mit Ophthalamia, wo er Jon „Shadow“ Nödtveidt ersetzte, einige Proberaumaufnahmen, die 1997 auf To Elishia erschienen, und das 1995 veröffentlichte Album Via dolorosa ein. Legion wurde wiederum durch All ersetzt. Außerdem übernahm Legion 1995 den Hintergrundgesang bei dem Lied Thorns of Crimson Death auf Dissections zweitem Album Storm of the Light’s Bane.
Ab Heaven Shall Burn… When We Are Gathered sang Legion bei Marduk. Im Dezember 2003 verließ Legion die Band, weil er „den nötigen Spirit nicht mehr verspürt hatte“. Gunnar Sauermann vom Metal Hammer bezeichnete ihn als „beste[n] Entertainer des schwarzen Genres“, wohingegen sein Nachfolger bei Marduk, Mortuus, auf der Bühne „mit sparsamen Bewegungen“ agiere und „damit im krassen Gegensatz zu Legions Entertainer-Qualitäten“ stehe. Später gründete er mit dem ehemaligen Marduk-Schlagzeuger Emil Dragutinovic die Band Devian.
Wie Legion in einem Interview gegenüber CD-Starts ausführt, zog er „2003 […] für einige Jahre nach Deutschland […], verbrachte Zeit mit meinen Kindern und hatte einen Tattooladen“. Inwieweit und wie lange Hagstedt selbst als Tätowierer tätig war, ist nicht bekannt. 2010 trennte er sich wegen seiner Arbeit als Tätowierer von Devian, wurde aber Sänger der Band Witchery. Bei der Zusage wusste er laut dem Bassisten Sharlee D’Angelo „natürlich auch, dass WITCHERY ihn keine 365 Tage im Jahr in Anspruch nehmen würde“. 2011 verließ Legion Witchery wieder.

## Diskografie
mit Ophthalamia
- 1995: Via dolorosa
- 1997: To Elishia

mit Dissection
- 1995: Storm of the Light’s Bane (Hintergrundgesang bei Thorns of Crimson Death)

mit Marduk
- 1996: Heaven Shall Burn… When We Are Gathered
- 1996: Glorification (EP)
- 1997: Live in Germania (Livealbum)
- 1998: Nightwing
- 1998: In Conspiracy with Satan und Woman of Dark Desires auf In Conspiracy with Satan – A Tribute to Bathory
- 1999: Panzer Division Marduk
- 2000: Infernal Eternal (Doppel-Livealbum)
- 2001: La grande Danse macabre
- 2002: Blackcrowned (Box-Set)
- 2002: Slay the Nazarene (Vinyl-Single)
- 2003: World Funeral

mit Devian
- siehe Devian#Diskografie

mit Witchery
- 2010: Witchkrieg